# B&B Hotels-KTM
B&B Hotels-KTM war ein französisches Radsportteam mit Sitz im bretonischen Theix.

## Geschichte
Die Mannschaft wurde durch den ehemaligen Radprofi Jérôme Pineau gegründet und nahm den Rennbetrieb in der Saison 2017 mit einer Lizenz als Professional Continental Team auf. Der Hauptsponsor Vital Concept, ein Agrarprodukteverkäufer, war in den Jahren 2016 und 2017 zweiter Namenssponsor beim Team Fortuneo-Vital Concept. Teamkapitän wurde der Sprinter Bryan Coquard, der sich durch seinen Wechsel von Direct Énergie eine Teilnahme an der Tour de France 2018 erhoffte. Die Mannschaft wurde jedoch durch den Veranstalter Amaury Sport Organisation nicht eingeladen. 2019 trat als zweiter Hauptsponsor B&B Hotels hinzu, der 2020 erster Namenssponsor wurde.
Nachdem das Teammanagement zum Saisonende 2022 noch die Erhöhung des Budgets und die Verstärkung der Mannschaft unter anderem durch Mark Cavendish in Aussicht stellte, ergab sich in der Folge, dass Sponsorenverträge mit von in den Medien genannten Unternehmen wie Carrefour und Amazon France nicht zustande kamen. Die Frist zur Einreichung der Registrierungsunterlagen für 2023 konnte daher nicht eingehalten werden und wurde durch die Union Cycliste Internationale verlängert. Anfang Dezember 2022 wurde die Auflösung des Teams bekannt.

## Platzierungen in UCI-Ranglisten
UCI Europe Tour
| Saison | Team | Fahrer                |
| ------ | ---- | --------------------- |
| 2018   | 11.  | Lorrenzo Manzin (75.) |

UCI World Ranking
| Saison | Team | Fahrer                  |
| ------ | ---- | ----------------------- |
| 2019   | 26.  | Bryan Coquard (71.)     |
| 2020   | 26.  | Bryan Coquard (145.)    |
| 2021   | 24.  | Franck Bonnamour (109.) |
| 2022   | 23.  | Luca Mozzato (66.)      |